# Loris Reggiani
Loris Reggiani (né le 7 octobre 1959 à Forlì, en Émilie-Romagne) est un pilote de moto italien. 

## Biographie
Il a couru pour Aprilia. Sa meilleure année est 1981 où il remporte deux grands prix en 125 cm³. Il termine la saison à la seconde place du classement mondial derrière Angel Nieto. En 1992, il termine également deuxième en 250 cm³ derrière Luca Cadalora. Il est le premier pilote de l'écurie Aprilia quand il gagne le Grand Prix moto de Saint-Marin en 1987. En 1994, il pilote une moto de 500 cm³ : la V-twin, une moto de 250 cm³ dont la cylindrée a été portée à 380 cm³. À cause des problèmes de développement de sa moto, Reggiani reste à la 10e place lors de la saison 1995. Il se retire de la compétition au terme de la même saison. Il a gagné au total huit grands prix dans sa carrière.